# Criotettix fastiditus
Criotettix fastiditus är en insektsart som beskrevs av Bolívar, I. 1917. Criotettix fastiditus ingår i släktet Criotettix och familjen torngräshoppor. Inga underarter finns listade i Catalogue of Life.